# Frankby
Frankby är en ort i unparished area Hoylake, i distriktet Wirral, Storbritannien. Den ligger i grevskapet Merseyside och riksdelen England, i den centrala delen av landet, 290 km nordväst om huvudstaden London. Frankby ligger 31 meter över havet och antalet invånare är 310. Frankby var en civil parish 1866–1974. Civil parish hade 413 invånare år 1951.
Terrängen runt Frankby är platt. Havet är nära Frankby åt nordväst. Runt Frankby är det mycket tätbefolkat, med 1 177 invånare per kvadratkilometer. Närmaste större samhälle är Liverpool, 11,3 km öster om Frankby. Runt Frankby är det i huvudsak tätbebyggt.